# كابتن مارفل (مارفل كومكس)
كابتن مارفل (بالإنجليزية: Captain Marvel) هو اسم مشترك للعديد من شخصيات الأبطال الخارقين الخيالية والذين يظهرون في القصص المصورة الأمريكية التي تقوم بنشرها مارفل كومكس. من ابتكار كل من ستان لي وجين كولان. أغلبهم يظهرون في العالم المشترك الأساسي لمارفل والمعروف باسم «عالم مارفل». اسم الشخصية هو نفس اسم شخصية أخرى «كابتن مارف» لدى دي سي كومكس.
بعد المحاكمة التي جرت بعد رفع دي سي كومكس دعوى قضائية ضد فوست كومكس بسبب انتهاك حقوق الطبع والنشر مدعية أن كابتن مارفل الذي قامت فوست كومكس بابتكاره مشابه جدا لسوبرمان أجبرت الأخيرة على إيقاف نشر قصص كابتن مارفل. في أواخر الستينات حصلت مارفل كومكس على حق العلامة التجارية «كابتن مارفل»، مما اضطر دي سي كومكس لتسمية نسخة كابتن مارفل الخاصة بهم «شازام!» وذلك عندما حصلوا على حق نشر قصصه في أوائل السبعينات.
للاحتفاظ بعلامتهم التجارية فإن مارفل كومكس عليها نشر عنوان باسم كابتن مارفل كل سنة أو سنتين منذ ذلك الحين، مما أدى إلى ظهور عدد من السلاسل المستمرة، السلاسل المحدودة، وون شوت تضم مجموعة من الشخصيات التي تستخدم الاسم المستعار الكابتن مارفل.

## انظر ايضاً
- كابتن مارفل (فيلم)